# The Story So Far (album)
The Story So Far – DVD grupy Savage Garden wydane nakładem Sony Entertainment. Płyta zawiera teledyski do singli z płyty Affirmation z 1999.

## Lista utworów
1. "The Animal Song"
2. "I Knew I Loved You"
3. "Affirmation"
4. "Crash and Burn"
5. "Chainded to You"
6. "Hold Me"
7. "The Best Thing"